# Joy Chant
Pour les articles homonymes, voir Chant.
Œuvres principales
- Série House of Kendreth

Joy Chant, nom de plume d'Eileen Joyce (Joy) Rutter, née le 13 janvier 1945 à Londres, est un écrivain britannique de fantasy.

## Biographie
Eileen Joyce « Joy » Chant, est née à Londres. Elle a commencé à écrire au début de son adolescence et a commencé à publier des romans tout en travaillant comme bibliothécaire scolaire à Londres. Elle a fréquenté l'université au pays de Galles, où son père avait été posté pendant la Seconde Guerre mondiale. Plus tard, elle a vécu avec son mari et ses enfants à Leigh-on-Sea, Essex.
Le premier roman de Chant était Red Moon et Black Mountain, une fiction mondiale parallèle. Selon l'auteur, il était basé sur des légendes fantaisistes élaborées et des jeux imaginaires qu'elle a commencé à jouer et à écrire dès son plus jeune âge. Après avoir appris à lire à deux ans et demi, elle a surtout lu du folklore et de la mythologie, ne connaissant pas le fantasme adulte avant d'avoir vingt ans. Quant à Vandarei :
« ... cela a commencé comme un monde de jeu, comme ceux que beaucoup d'enfants ont, et j'étais bien sûr la reine, le personnage sur lequel j'ai créé les aventures. Mais j'avais la disposition d'un pédant. Je n'ai pas vraiment veux faire semblant: je voulais savoir, pour être sûr de bien faire les choses. Ainsi, même sous sa forme enfantine, ce monde du jeu a tendance à devenir concis, factuel. En grandissant, les chevaux sont devenus une passion et le monde du jeu est devenu « Equitania ». - le renforcement du motif du cheval. Pendant ce temps, l'histoire du pays lui-même prenait une importance et j'ai commencé à écrire. À 15 ans, cependant, les derniers liens avec « Equitania » ont été brisés et le nom « Vandarei » est apparu. La reine a été abandonnée. et a cessé d'être un avatar de moi-même, devenant un personnage que je manipulais, mais avec lequel je n'étais plus spécialement identifié. »
Red Moon et Black Mountain ont été publiés au Royaume-Uni par George Allen & Unwin en 1970 et aux États-Unis par Ballantine Books en 1971 dans le cadre de sa célèbre série Ballantine Adult Fantasy, avec une illustration de la couverture de Bob Pepper. La série House of Kendreth comprend Red Moon et deux ouvrages connexes, The Grey Mane of Morning (1977) et When Voiha Wakes (1983), ainsi qu'une nouvelle, The Coming of the Starborn (1983).
L'autre œuvre majeure de Chant est The High Kings (1983), illustrée par George Sharp, conçue par David Larkin et édité par Ian et Betty Ballantine. Il s’agit d’un ouvrage de référence sur les légendes du roi Arthur et de la Matière d’Angleterre, qui reprend les récits des légendes. Elle a également écrit de nombreux articles sur les œuvres de fiction en fantasy.

## Œuvres

### SérieHouse of Kendreth
1. (en) Red Moon and Black Mountain, 1970Prix Mythopoeic 1972
2. (en) The Grey Mane of Morning, 1977Nommé au prix Locus du meilleur roman de fantasy et au prix Mythopoeic
3. (en) When Voiha Wakes, 1983Prix Mythopoeic 1984

### Non fiction
- (en) Fantasy and Allegory in Literature for Young Readers, 1971
- (en) The High Kings, George Allen & Unwin, 1983Prix World Fantasy spécial destiné aux professionnels 1984, nommé au prix Locus et au prix Hugo